# Patrimoni dell'umanità dell'Ucraina
I patrimoni dell'umanità dell'Ucraina sono i siti dichiarati dall'UNESCO come patrimonio dell'umanità in Ucraina, la quale è divenuta parte contraente della Convenzione sul patrimonio dell'umanità il 12 ottobre 1988, quando era ancora la Repubblica Socialista Sovietica Ucraina.
Al 2023 i siti iscritti nella Lista dei patrimoni dell'umanità sono otto, mentre sedici sono le candidature per nuove iscrizioni. Il primo sito, la Cattedrale di Santa Sofia e relative costruzioni monastiche con il Kyjevo-Pečers'ka Lavra a Kiev, fu iscritto nella lista nel 1990, durante la quattordicesima sessione del comitato del patrimonio mondiale. Gli altri siti furono aggiunti nel 1998, 2005, 2007, 2011, 2013 (due) e 2023. Sette siti sono considerati culturali, secondo i criteri di selezione, e uno naturale; tre sono parte di siti transnazionali. Tre siti, il Centro storico di Odessa, Kiev: Cattedrale di Santa Sofia e relative costruzioni monastiche, Kyjevo-Pečers'ka Lavra e Leopoli - il complesso del centro storico, sono stati iscritti nella Lista dei patrimoni dell'umanità in pericolo a causa della minaccia determinata dall'invasione russa dell'Ucraina; il primo contestualmente alla sua iscrizione con procedura d'urgenza nella lista del patrimonio mondiale da parte della diciottesima sessione straordinaria del comitato del patrimonio mondiale, il 25 gennaio 2023, gli altri due durante la quarantacinquesima sessione del comitato, il 15 settembre 2023.

## Siti del Patrimonio mondiale
| Foto | Sito                                                                                      | Luogo | Tipo                           | Anno      | Descrizione |
| ---- | ----------------------------------------------------------------------------------------- | --- | ------------------------------ | --------- | --- |
|      | Kiev: Cattedrale di Santa Sofia e relative costruzioni monastiche, Kyjevo-Pečers'ka Lavra | Kiev | Culturale (527; i, ii, ii, iv) | 1990      | Progettata per rivaleggiare con Hagia Sophia a Costantinopoli, la Cattedrale di Santa Sofia di Kiev simboleggia la "nuova Costantinopoli", capitale del principato cristiano di Kiev, che fu creata nell'XI secolo in una regione evangelizzata dopo il battesimo di San Vladimir nel 988. La spiritualità e l'influenza intellettuale di Kyiv-Pechersk Lavra ha contribuito alla diffusione del pensiero ortodosso e della fede ortodossa nel mondo russo dal XVII al XIX secolo. |
|      | Leopoli - il complesso del centro storico                                                 | Leopoli | Culturale (865; ii, v)         | 1998      | La città di Leopoli, fondata nel tardo Medioevo, fu per diversi secoli un fiorente centro amministrativo, religioso e commerciale. La topografia urbana medievale si è conservata pressoché intatta (in particolare sono testimoniate le diverse comunità etniche che vi abitavano), insieme a molti pregevoli edifici barocchi e successivi. |
|      | Arco geodetico di Struve                                                                  | Antonivka, Hvardiiske, Baranivka, Stara Nekrasivka (condiviso con Bielorussia, Estonia, Finlandia, Lettonia, Lituania, Moldavia, Norvegia, Russia, Svezia) | Culturale (1187; ii, iv, vi)   | 2005      | L'arco geodetico di Struve è una catena di triangolazioni geodetiche che vanno da Hammerfest in Norvegia al Mar Nero, attraversando 10 nazioni e per una lunghezza complessiva di circa 2.820 chilometri. Questa catena venne ideata e utilizzata dallo scienziato baltico-tedesco Friedrich Georg Wilhelm von Struve negli anni compresi fra il 1816 e il 1855 per determinare le esatte forme e dimensioni della Terra. All'epoca l'arco attraversava solamente due nazioni: la Svezia-Norvegia e l'Impero russo. L'arco originale consisteva in 258 triangoli principali con 265 punti della stazione principale. Il sito elencato comprende 34 dei punti della stazione originale, mediante segnali di diversi tipi: buchi scavati nelle rocce, croci di ferro, "ometti" di pietre, obelischi. In Ucraina sono presenti quattro punti di segnalazione: Katerinowka a Antonivka, Felschtin a Hvardiiske, Baranowka a Baranivka e Staro-Nekrassowka a Stara Nekrasivka. |
|      | Antiche faggete primordiali dei Carpazi e di altre regioni d'Europa                       | Oblast' di Ivano-Frankivs'k, Oblast' di Leopoli, Oblast' della Transcarpazia (altri 79 sono in Albania, Austria, Belgio, Bosnia ed Erzegovina, Bulgaria, Croazia, Francia, Germania, Italia, Macedonia del Nord, Polonia, Rep. Ceca, Romania, Slovacchia, Slovenia, Spagna e Svizzera) | Naturale (1133; ix)            | 2007-2017 | Questa proprietà transnazionale comprende 94 componenti in 18 paesi. Dalla fine dell'ultima era glaciale, il faggio europeo si è diffuso da poche aree di rifugio isolate nelle Alpi, Carpazi, Dinaridi, Mediterraneo e Pirenei in un breve periodo di poche migliaia di anni in un processo tuttora in corso. L'espansione di successo in un intero continente è legata all'adattabilità e alla tolleranza dell'albero alle diverse condizioni climatiche, geografiche e fisiche. In Ucraina la serie comprende quindici foreste, situate in diverse aree protette, lungo la dorsale dei Carpazi, tra cui le faggete primordiali di Uholka-Shyrokyj Luh. |
|      | Residenza dei metropoliti bucovini e dalmati                                              | Černivci | Culturale (1330; ii, iii, iv)  | 2011      | La residenza dei metropoliti bucovini e dalmati rappresenta una magistrale sinergia di stili architettonici costruita dall'architetto ceco Josef Hlávka dal 1864 al 1882. La proprietà, un eccezionale esempio di architettura storicista del XIX secolo, comprende anche un seminario e un monastero ed è dominata dalla chiesa cruciforme a cupola del Seminario con giardino e parco. Il complesso esprime influenze architettoniche e culturali dal periodo bizantino in poi e incarna la potente presenza della Chiesa ortodossa durante il dominio asburgico, riflettendo la politica di tolleranza religiosa dell'Impero austro-ungarico. |
|      | Antica città di Chersoneso Taurica e la sua Chora                                         | Sebastopoli | Culturale (1411; ii, v)        | 2013      | Il sito presenta i resti di una città fondata dai greci dorici nel V secolo a.C. sulle rive settentrionali del Mar Nero. Comprende sei siti componenti con resti urbani e terreni agricoli divisi in diverse centinaia di chora, appezzamenti rettangolari di uguale dimensione. Gli appezzamenti sostenevano vigneti la cui produzione fu esportata dalla città che prosperò fino al XV secolo. Il sito presenta diversi complessi di edifici pubblici e quartieri residenziali, nonché monumenti paleocristiani accanto a resti di insediamenti dell'età della pietra e dell'età del bronzo, fortificazioni, torri romane e medievali, sistemi di approvvigionamento idrico ed esempi eccezionalmente ben conservati di impianto di vigneti e muri divisori. Nel III secolo d.C. il sito era conosciuto come il centro vinicolo più produttivo del Mar Nero e rimase un fulcro di scambi tra gli imperi greco, romano e bizantino e le popolazioni a nord del Mar Nero. |
|      | Tserkvas in legno della regione dei Carpazi in Polonia e Ucraina                          | Oblast' di Ivano-Frankivs'k, Oblast' di Leopoli, Oblast' della Transcarpazia (altri 8 sono in Polonia) | Culturale (1424; iii, iv)      | 2013      | Situata nella fascia orientale dell'Europa centrale, la proprietà transnazionale conta una selezione di sedici tserkvas (chiese), di cui otto in Ucraina. Sono state costruite con tronchi di legno orizzontali tra il XVI e il XIX secolo da comunità di fede ortodossa e greco-cattolica. Le tserkvas testimoniano una distinta tradizione edilizia radicata nel design ecclesiastico ortodosso intrecciato con elementi della tradizione locale e riferimenti simbolici alla cosmogonia delle loro comunità. Le tserkvas sono costruite su un piano tripartito sormontato da cupole circolari, quadrilatere o ottagonali. Integrati nelle tserkvas sono gli schermi dell'iconostasi, le decorazioni policrome degli interni e altri arredi storici. Elementi importanti di alcune tserkvas includono campanili in legno, sagrati, portali e cimiteri. |
|      | Centro storico di Odessa                                                                  | Odessa | Culturale (1703; ii, iv)       | 2023      | Il Centro storico di Odessa, parte della città portuale del Mar Nero fondata nel 1794 sul sito di Khadzhybei, è un'area densamente edificata caratterizzata da edifici da due a quattro piani e da ampi viali perpendicolari alberati che testimoniano il rapido sviluppo della città fino all'inizio del XX secolo. Il sito comprende teatri, edifici religiosi, scuole, palazzi privati e case popolari, club, hotel, banche, centri commerciali, magazzini, borse, terminal e altri edifici pubblici e amministrativi progettati da architetti e ingegneri, provenienti nei primi anni principalmente dall'Italia, ma anche di altre nazionalità. L'eclettismo è la caratteristica dominante dell'architettura del centro storico della città e testimonia le sue varie comunità etniche e religiose, rappresentando un eccezionale esempio di scambi interculturali e la crescita delle città multietniche dell'Europa orientale del XIX secolo.                      |

## Siti candidati
| Foto | Sito | Luogo                         | Tipo                             | Anno       | Descrizione |
| ---- | --- | ----------------------------- | -------------------------------- | ---------- | --- |
|      | Centro storico di Černihiv, IX - XIII secolo | Černihiv                      | Culturale (668; i, ii, iv)       | 13/09/1989 | L'architettura monumentale della città di Černihiv testimonia due diversi periodi di prosperità nella storia di questa città, il periodo di appartenenza alla Rus' di Kiev (XI e XII secolo) e quello dell'Etmanato cosacco (tra la fine del XVII secolo e gli inizi del XVIII). Al primo periodo appartengono i monumenti di questa candidatura. La chiesa più antica dell'intera Ucraina è la cattedrale del Santissimo Salvatore, commissionata intorno al 1030 da Mstislav di Černigov, ma completata solo molto più tardi da Jaroslav il Saggio. La cattedrale dei Santi Boris e Gleb risale invece alla metà del XII secolo e venne ricostruita numerose volte nel corso della sua storia prima di essere definitivamente restaurata nel XX secolo. Completamente costruita in mattoni, la chiesa ha una sola navata a otto pilastri. La chiesa di Santa Parasceva è un altro piccolo capolavoro degli artisti che lavorarono a Černihiv, edificata intorno al XII secolo, venne quasi interamente distrutta durante la Seconda guerra mondiale, ma subì una attenta e studiata ricostruzione per opera dell'architetto e storico dell'arte Pëtr Dmitrievič Baranovskij che ne curò il restauro riportandola al suo aspetto originario. |
|      | Paesaggio culturale del canyon di Kam"janec'-Podil's'kyj | Kam"janec'-Podil's'kyj        | Culturale (670; i, ii, iv)       | 13/09/1989 | I resoconti storici fanno risalire il castello di Kam"janec'-Podil's'kyj all'inizio del XIV secolo, sebbene recenti testimonianze archeologiche abbiano dimostrato l'esistenza umana nell'area fino al XII o XIII secolo. Inizialmente costruito per proteggere il ponte che collega la città con la terraferma, il castello si trova in cima a una penisola scavata dal tortuoso fiume Smotryč, formando un sistema di difesa naturale per lo storico quartiere della Città Vecchia di Kamianets-Podilskyi. La sua posizione su un crocevia di trasporti strategici in Podolia ha reso il castello un obiettivo primario per gli invasori stranieri, che lo hanno ricostruito per soddisfare le proprie esigenze, aggiungendo alla sua diversità architettonica multiculturale. Nello specifico, il complesso è costituito dal centro storico fortificato dal re Casimiro IV, dal vecchio castello ricostruito dai re Sigismondo I e Stefano Báthory e dal nuovo castello fondato dai re Sigismondo III e Władysław IV. Tuttavia, nonostante le numerose modifiche architettoniche e ingegneristiche alla struttura originale, il castello forma ancora un progetto architettonico coerente, essendo una delle poche costruzioni medievali nell'Ucraina moderna che è relativamente ben conservata. |
|      | Tomba di Taras Ševčenko e Museo-riserva storico-naturale di Stato | Kaniv                         | Misto (672)                      | 13/09/1989 | Il sito comprende la Černecha Hora, una collina sulla riva del Dnepr, su cui si trova la Riserva nazionale Ševčenko, dove i resti del famoso poeta e artista ucraino Taras Hryhorovyč Ševčenko sono sepolti dal 1861. La collina apparteneva in precedenza al monastero della Santa Dormizione di Kaniv che esisteva qui dall'XI secolo. Il monastero fu il luogo di sepoltura di diversi atamani cosacchi: Ivan Pidkova, Samiylo Kishka e altri. Attualmente, il monte appartiene alla Riserva Nazionale Ševčenko dedicata al poeta ed è un luogo di visite di massa da tutto il paese e dall'estero. Qui è prevista la costruzione di una chiesa in memoria di Taras Ševčenko (Tarasova Cerkva). Černecha Hora è considerata un monumento storico, naturale e culturale e reliquia nazionale dell'Ucraina. |
|      | Riserva della biosfera steppica nazionale di Askania-Nova | Distretto di Čaplynka         | Naturale (673; x)                | 13/09/1989 | Askania-Nova è una riserva naturale protetta, riconosciuta come riserva della biosfera dall'UNESCO dal 1983, situata a 60 km a sud-est della città di Kachovka. Si tratta di una delle poche regioni d'Europa dove ancora si trova una vegetazione steppica praticamente incontaminata per 110 km2. La riserva dispone di uno zoo d'acclimatazione e di un giardino botanico. Nel posto è possibile incontrare oltre 50 specie di animali rari, come il cavallo di Przewalski, del quale la riserva ospita il più numeroso gruppo in cattività del mondo. |
|      | Parco dendrologico di Sofiïvka | Uman'                         | Misto (674)                      | 20/06/2000 | Il parco di Sofiïvka è un arboreto e un istituto di ricerca scientifica dell'Accademia Nazionale delle Scienze dell'Ucraina. Alcune aree del parco sono esempi di giardino all'inglese. Sofiïvka è un riferimento scenografico per l'architettura di giardini dell'inizio del XIX secolo a livello mondiale. Il parco conta circa 2 000 diverse specie di piante fra locali ed esotiche: tra queste il tassodio, il pino bianco americano, il tulipifero, il platano, il ginkgo e molte altre. |
|      | Palazzo dei Khan di Crimea Bachčysaraj | Bachčysaraj                   | Culturale (1820; i, iii, v, vi)  | 07/07/2003 | Il Palazzo del Khan o Hansaray si trova nella città di Bachčysaraj in Crimea. Fu costruito nel XVI secolo e divenne la dimora dei Khan di Crimea. Il recinto murato contiene una moschea, un harem, un cimitero, un quartiere e i giardini. L'interno del palazzo è stato decorato per apparire vissuto e riflette il tradizionale stile tataro della Crimea del XVI secolo. È uno dei palazzi musulmani più conosciuti in Europa. |
|      | Sito archeologico della "Tomba di Pietra" | Myrne                         | Culturale (5075; iii, vi)        | 11/08/2006 | Questo tumulo è costituito da singole zolle o blocchi di arenaria somatica, con un gran numero di caverne e grotte tra di loro. Sulle pareti di pietra delle grotte; sono presenti oltre 1000 petroglifi con immagini simboliche, antropomorfe e zoomorfe. Il più vecchio di loro - un mammut - potrebbe senza dubbio essere riferito alla tarda età della pietra. La maggior parte dei petroglifi sono stati creati nell'età del bronzo. Nel complesso, le immagini della tomba di pietra rappresentano le tracce degli esercizi religiosi dei cacciatori e degli allevatori di bestiame di questa zona steppa dell'Europa sud-orientale a partire dal XX secolo a.C. al XVII sec. d.C. Alcune delle grotte sono di origine artificiale; i loro strati culturali sono stati fissati come il Neolitico, il Bronzo e la Prima Età del Ferro, nonché il Medioevo. Quindi abbiamo tutti i motivi per considerare la tomba di pietra uno dei più antichi templi megalitici del mondo che funzionava da migliaia di anni. |
|      | Osservatorio astronomico di Mykolaïv | Mykolaïv                      | Culturale (5116; ii, iv)         | 12/03/2007 | L'osservatorio astronomico di Mykolayiv è un bene culturale di livello nazionale, il più antico osservatorio navale dell'Europa sudorientale. Fu fondata nel 1821 dal comandante in capo della flotta del Mar Nero, ammiraglio Aleksey Greig. L'osservatorio è stato costruito su progetto dell'architetto capo dell'ammiragliato del Mar Nero Fyodor Ivanovich Wunsch. Il suo complesso è costituito dall'edificio dell'osservatorio principale costruito in stile neoclassico nel 1821-1829 e dai padiglioni astronomici dell'inizio del XX secolo, dove sono conservati strumenti astronomici storici e altri reperti museali. Sono inoltre presenti tre moderni padiglioni con telescopi funzionanti utilizzati per la ricerca e l'osservazione e locali di servizio per laboratori scientifici ed esigenze gestionali, 4 edifici di alloggi, nonché un parco paesaggistico storico e culturale. |
|      | Complesso dei monumenti della fortezza di Sudak tra il VI e il XVI secolo | Sudak                         | Culturale (5117; ii, iv, v)      | 12/03/2007 | La fortezza di Sudak è un complesso unico di monumenti di archeologia e architettura medievali del VI-XVI secolo. Torri, mura, complesso di porte cittadine e altre costruzioni difensive, compongono un sistema di fortificazione unico e ben conservato, che si armonizza sapientemente con un rilievo naturale. I resti di fortificazioni primitive risalgono al III-VII secolo e si trovano nella parte portuale della città antica. Fino alla seconda metà dell'VIII secolo la Sugdeia bizantina (Sudak) era una fortezza, che proteggeva l'ancoraggio, il luogo di riparazione e svernamento delle navi. Nell'VIII-X secolo, Sugdeia divenne uno dei più grandi centri urbani della Tauride. Non più tardi del IX secolo, apparvero potenti costruzioni difensive sulle pendici nord del monte Kriposna, che proteggevano uno dei più importanti centri commerciali internazionali dell'Impero bizantino nella regione. Questa circostanza divenne il motivo principale di dispute permanenti per il dominio sulla città. Dalla metà del XIII secolo, Sugdeia e tutta la Crimea erano sotto il dominio dell'Orda d'Oro, rimanendo uno dei più grandi porti della regione del Mar Nero settentrionale. Dalla fine del XIII secolo è iniziato uno scontro militare tra le repubbliche marinare italiane di Genova e Venezia, per il diritto esclusivo di commercio a Sugdeia. Nel 1365 Genova vinse e detenne il controllo della città fino al 1475. La maggior parte degli edifici della fortezza di Sudak, sopravvissuti fino ai giorni nostri, risalgono al periodo genovese. Attualmente costituiscono l'unico complesso di fortificazioni dei tempi della colonizzazione italiana della regione del Mar Nero settentrionale. Dopo l'adesione della costa meridionale della Crimea all'Impero ottomano nel 1475, Sudak non ha perso il suo significato. All'inizio del XVII secolo iniziò la decadenza della città e al tempo dell'invasione delle truppe russe (1771) era un piccolo ma pittoresco insediamento. |
|      | Osservatori astronomici dell'Ucraina | Mykolaïv, Kiev, Odessa, Jalta | Culturale (5267; ii, iv, vi)     | 30/01/2008 | Monumenti dell'astronomia mondiale è un progetto di un gruppo transnazionale seriale di monumenti storico-culturali, che hanno un valore universale eccezionale e sono collegati con altri osservatori, complessi architettonici ed edifici separati nel mondo. La storia di questi osservatori è collegata a due straordinarie conquiste dell'astronomia dei secoli XIX-XX: la creazione del sistema fondamentale di coordinate celesti, che ci consente di migliorare le costanti astronomiche, per rispondere a domande cosmologiche fondamentali relative all'origine e all'evoluzione dell'universo, e la ricerca di successo sul Sole, che ci consente di studiare i processi solari e prevedere l'attività solare e la sua influenza sulla civiltà terrestre. Nell'ambito dell'iniziativa tematica "Astronomia e patrimonio mondiale", l'Ucraina rappresenta quattro osservatori: l'osservatorio astronomico di Mykolaïv, l'osservatorio astronomico dell'Università nazionale di Kiev, l'osservatorio astronomico dell'Università nazionale di Odessa, l'osservatorio astrofisico della Crimea, che appartengono allo stesso gruppo storico-culturale. |
|      | Kiev: Cattedrale di Santa Sofia e relative costruzioni monastiche, Chiese di san Cirillo e Sant'Andrea, Kyjevo-Pečers'ka Lavra (estensione di Kiev: Cattedrale di Santa Sofia e relative costruzioni monastiche, Kyjevo-Pečers'ka Lavra) | Kiev                          | Culturale (5423; i, ii, iii, iv) | 26/01/2009 | La chiesa di San Cirillo a Kiev è un eccezionale monumento della cultura mondiale. Ha conservato l'architettura del XII secolo e la pittura monumentale del XII, XVII e XIX secolo. È una costruzione cristiana orientale unica della Rus' di Kiev con peculiarità tipiche dell'epoca delle guerre feudali. L'architettura solida ed essenziale rivela la seconda funzione non sacrale di questa struttura: la fortezza. La chiesa di Sant'Andrea a Kiev è un monumento di storia, architettura e pittura del XVIII secolo che ha acquisito importanza mondiale. La chiesa conserva non solo l'architettura e la pittura autentiche dell'epoca barocca, ma anche stucchi decorativi unici e sculture in legno della metà del XVIII secolo. Inoltre, all'interno della chiesa sono conservate anche le composizioni pittoriche del XIX secolo eseguite nel neoclassicismo. La chiesa fu costruita nel 1747-1762 su progetto dell'eccezionale architetto Bartolomeo Rastrelli. Il cantiere è stato diretto dall'architetto di Mosca Ivan Michurin e i migliori maestri russi, ucraini e stranieri sono stati coinvolti nella costruzione della chiesa. |
|      | Stazioni commerciali e fortificazioni sulle rotte commerciali genovesi. Dal Mediterraneo al Mar Nero | Sudak                         | Culturale (5575; ii, iv)         | 16/09/2010 | Questa selezione di "Stazioni commerciali e fortificazioni sulle rotte commerciali genovesi. Dal Mediterraneo al Mar Nero" comprende alcuni degli esempi più significativi, scelti da una fitta rete di insediamenti marittimi e mercantili distribuiti nel Mediterraneo e nel Mar Nero. Nella loro forma fisica e varietà, questi insediamenti condividono caratteristiche urbane e architettoniche riconoscibili, e rappresentano un sistema fortemente individualizzato di antichi porti commerciali marittimi, situati in aree dove l'influenza genovese è ancora chiaramente leggibile. La componente ucraina comprende la fortezza e il porto di Sudak, nota come Soldaia ai tempi del dominio genovese. |
|      | Paesaggio culturale delle "città rupestri" della Gotia crimeana | Distretto di Bachčisaraj      | Misto (5773; iii, v, vi, vii)    | 24/09/2012 | La Gotia di Crimea apparve come un sistema politico specifico nel III-IV secolo d.C. a seguito della migrazione delle tribù gotiche nell'area settentrionale del Mar Nero. Nel VI secolo, i Goti e gli Alani divennero phoideratoi (alleati) dell'Impero bizantino e quindi numerose fortezze e insediamenti fortificati furono costruiti nell'area montuosa della Crimea per proteggere la popolazione locale e le frontiere settentrionali dell'Impero. Durante le complicate vicende storiche del XIII-XIV secolo, in questa zona apparve il principato di Teodoro. Questo principato è considerato il successore legale della Gotia della Crimea. I più importanti insediamenti medievali della Gotia di Crimea hanno acquisito una denominazione specifica, quella di "città rupestri", per la loro specifica natura. Oggi conosciamo circa 10 siti di questo tipo che sembrano monadnock coperti dai resti degli edifici urbani e numerose costruzioni di grotte che si trovano sulle cime e sui pendii degli altopiani che occupano. Tra i numerosi insediamenti situati nell'area ce ne sono due - Mangup-Kale ed Eski-Kermen, che sono i più grandi per dimensioni e il valore più eccezionale per la Gotia crimeana, terra con profonde radici storiche e paesaggi naturali unici. |
|      | Dintorni storici della capitale dei Khan di Crimea a Bachčysaraj | Bachčisaraj                   | Culturale (5774; ii, iii, v, vi) | 24/09/2012 | La valle del fiume Churuk-Su è diventata il fattore storico e naturale organizzativo del complesso architettonico di Bakhchysarai. Comprendeva componenti come il palazzo dei Khan, le moschee, i mausolei, le fontane, il complesso edilizio di Salačik, il monastero di Uspenskiy e Chufut-Kale. Tutti i monumenti formano una vista organica e armoniosa con il paesaggio che conserva ancora le sue principali caratteristiche originali. In generale, è un complesso naturale e culturale unico, la cui formazione ha richiesto un lungo periodo di tempo. Conserva ancora i tratti delle culture perdute e in via di estinzione: taurico, goto-alanico, Orda d'Oro, caraita, tataro di Crimea, ma ha bisogno di una nuova spinta nelle attività di ricerca e conservazione per essere mantenuto in vita per le generazioni a venire. |
|      | Deržprom (l'edificio dell'Industria di Stato) | Charkiv                       | Culturale (6249; iv)             | 27/04/2017 | Il monumento si trova sul lato sud-ovest della parte circolare di Piazza Svobody, che è una delle più grandi al mondo. Il suo edificio è il complesso architettonico più importante del 1920-1950. L'edificio dell'Industria di Stato occupa una posizione centrale nell'insieme degli edifici quadrati. Si trova nell'area a forma di ventaglio divisa in tre passaggi trasversali che formano la cornice della zona residenziale di Zaderžpromia. Le facciate degli edifici sono risolte nel modo più laconico e dimostrano un lavoro esteticamente significativo di strutture in calcestruzzo. L'edificio mostra le tecniche di base dell'architettura modernista - tetto piano, intere vetrate, elementi utilitaristici fungono da dettagli architettonici - pensiline d'ingresso, balconi, elementi di recinzione del tetto e vetri di diverse forme e articolazioni. |
|      | Tyras - Bilhorod (Akkerman), sulla strada dal mar Baltico al mar Nero | Bilhorod-Dnistrovs'kyj        | Culturale (6426; ii, iv, vi)     | 22/07/2019 | I resti dell'antica città di Tyras si trovano sull'alto promontorio della costa occidentale della foce del Dnestr. Nel Medioevo vi fu fondato un nuovo insediamento, che aveva nomi diversi (Turrys, Bilhorod, Ak-Liba, Akca-Kermen, Moncastro, Akkerman). Tyras fu fondata alla fine del VI secolo a.C. e divenne un importante porto commerciale del mondo antico. Lo sviluppo di Tyras fu piuttosto rapido a causa dei contatti economici, principalmente con la popolazione dei Geti e le popolazioni nomadi della regione del Dnestr, così come per l'intermediazione commerciale col resto del Vecchio Mondo. Una delle principali peculiarità del sito è il fatto di essere una città fortificata aperta, che è stata in rovina ed è stata rinnovata numerose volte dall'antichità fino al XVIII secolo. Per venticinque secoli è stato il porto principale che collegava il Mar Baltico con il Mar Mediterraneo. |